# Schlacht von Noville
Die Schlacht von Noville, in der älteren Literatur manchmal auch Schlacht von Neuville genannt, war ein militärischer Zusammenstoß im mittelalterlichen Belgien. Sie fand am 1. August 1194 in der Nähe von Namur statt, bei der Ortschaft Noville-sur-Mehaigne (Gemeinde Éghezée/Provinz Namur). Graf Balduin V./VIII. von Hennegau-Flandern siegte über eine Koalition niederlothringischer Reichsfürsten unter dem Herzog Heinrich III. von Limburg.

## Hintergrund
Graf Balduin V. von Hennegau war binnen weniger Jahre von einem eher nachrangigen Feudalherr des ehemaligen Niederlothringen an der Grenze des Heiligen Römischen Reichs zu Frankreich, zu einem der mächtigsten Fürsten dieser Region aufgestiegen, indem er nacheinander 1188 seinem Onkel Heinrich dem Blinden, Graf von Luxemburg, die Grafschaft Namur abgenommen und 1191 die große Grafschaft Flandern an sich gebracht hat. Dieser Machtzuwachs Balduins V. hat die anderen Fürsten Niederlothringens zu einer Interessensgemeinschaft zusammengeführt, die maßgeblich unter der Federführung Heinrichs des Blinden und der beiden Herzöge Heinrich III. von Limburg und Heinrich I. von Löwen-Brabant stand.
Die politischen Spannungen entluden sich schließlich 1193 nach der Bischofswahl in Lüttich, in welcher der Herzog von Limburg in einem dem kanonischen Wahlrecht zuwiderlaufenden Gang einen seiner Söhne durchgesetzt hat. Da das Bistum Lüttich der weltliche Lehnsherr des Hennegaus war, hat sich Graf Balduin V. naturgemäß zu den Gegnern dieser Wahl gesellt, welche die Unterstützung Papst Coelestins III. gewannen. Der Konflikt wurde letztlich militärisch entschieden als die Koalition mit einem Heer angeführt vom Herzog von Limburg in das Namurois einfiel und dort am 1. August 1194 bei Noville-sur-Mehaigne von Graf Balduin V. zum Kampf gestellt wurde.

## Die Schlacht und Folgen
als Schlachtteilnehmer werden genannt:
| Haus Flandern |  | niederlothringische Koalition |
| --- |  | --- |
| Graf Balduin V./VIII. von Hennegau-Flandern Balduin von Flandern Robert von Wavrin, Seneschall von Flandern Nikolaus IV. von Rumigny |  | Herzog Heinrich III. von Limburg Heinrich (IV.) von Limburg Walram von Limburg Simon von Limburg, Bischof von Lüttich Graf Friedrich III. von Vianden Graf Albert II. von Dagsburg Gerhard von Jülich |

Über den Ablauf der Schlacht liegen keine detaillierten Berichte vor. Geschrieben ist nur, dass der Graf von Hennegau-Flandern trotz zahlenmäßiger Unterlegenheit einen vollständigen Sieg errungen habe, während auf der Seite der Lothringer viele den Tod gefunden haben. Der Herzog von Limburg und sein ältester Sohn gingen in die Gefangenschaft, aus der sie sich später freikaufen mussten, während die anderen hohen Ritter flohen.
Mit seinem Sieg konnte Balduin V. von Hennegau das in den Jahren zuvor von ihm zusammengefügte Territorialkonglomerat seiner Familie bewahren. Sein greiser Onkel Heinrich der Blinde hingegen musste den unwiederbringlichen Verlust seines Vaterserbe, eben die Grafschaft Namur, endgültig hinnehmen und konnte bei seinem Tod 1196 nur Luxemburg an seine junge Erbtochter Ermesinde vermachen. Die Schlacht entschied zugleich den Investiturstreit im Bistum Lüttich, indem dort 1195 der Limburger-Bischof auf das Kirchenamt verzichten musste.

## Überlieferung
Primärquelle zur Schlacht von Noville ist die Chronik des Hennegau des Geistlichen Gislebert von Mons, der ein Gefolgsmann des Grafen von Hennegau war.